# Arboretum Oostereng

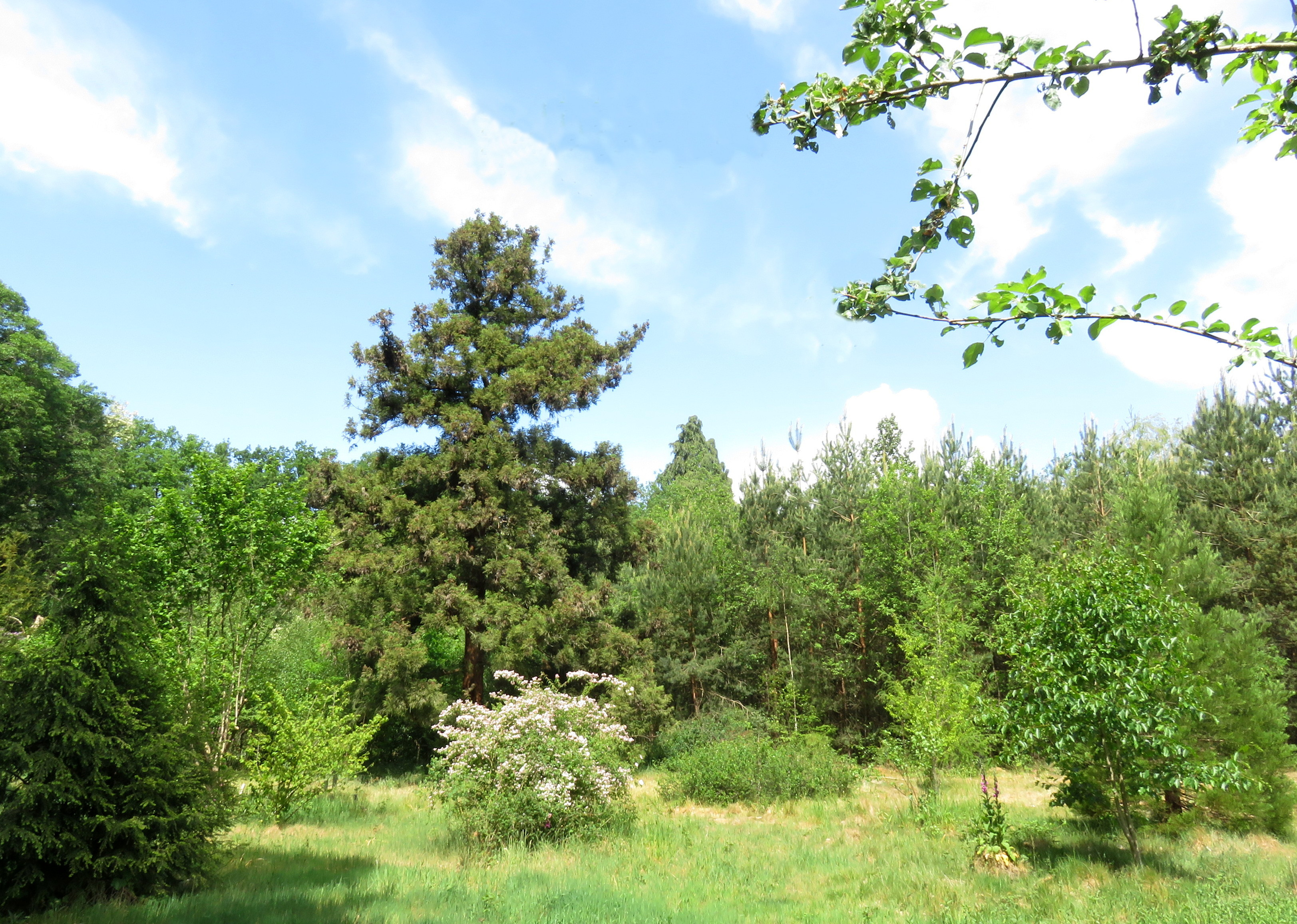
Overzicht met Japanse ceder

Arboretum Oostereng is een arboretum in de gemeente Wageningen en is onderdeel van het bosgebied Oostereng. Het arboretum is in 1911 aangelegd door Leonard Springer die behalve tuinarchitect ook verzamelaar van bijzondere bomen was. Tot 1936 zijn er veel bijzondere en ook  minder bijzondere bomen aangeplant.

## Geschiedenis
Toen Willem Alexander Insinger het landgoed Oostereng in 1899 in bezit kreeg, plantte hij er verschillende soorten bomen. In 1911 heeft Leonard Springer rondom het landhuis een arboretum ontworpen en er een aantal bijzondere bomen geplant, waaronder de reuzenzilverspar (Abies grandis), de amerikaanse linde (Tilia americana var americana) en de hemelboom (Ailanthus altissima, die anno 2020 als een invasieve exoot wordt gezien). Springer heeft zich tot 1932 met het arboretum beziggehouden. Insinger zelf hield ook van bijzondere bomen en heeft zelf ook zeldzame soorten aangeplant, zoals bijvoorbeeld Abies  x insignis . Deze is na honderd jaar nog terug te vinden in het arboretum. Tot aan 1936 zijn er nieuwe bomen aan het arboretum toegevoegd. Mevr. Insinger bleef na het overlijden van haar man in 1921 op Oostereng wonen. Na haar overlijden in 1941 is het landgoed gekocht door Staatsbosbeheer. In de Tweede Wereldoorlog is het landhuis door bombardementen verwoest en niet meer herbouwd. Het gebied deed daarna dienst als bosarboretum voor studenten van de landbouwhogeschool.
In de zestiger jaren is het terrein bebouwd met kantoren en laboratoria voor het ITAL. Deze organisatie voor toepassing van atoomenergie in de landbouw is tot 1992 actief geweest. In 2002 werden alle gebouwen weer afgebroken en werd het gebied teruggegeven aan de natuur.
Sinds 2011 is de renovatie van het arboretum gestart door studenten van de WUR en andere vrijwilligers onder leiding van Leo Goudzwaard, dendroloog en docent bosecologie en bosbeheer.
Alle nog aanwezige bijzondere bomen werden in kaart gebracht en het arboretum werd weer toegankelijk gemaakt voor bezoekers. Sindsdien worden er ook veel nieuwe bomen aangeplant. In 2014 is het arboretum officieel heropend.

## Collectie
De collectie bevat anno 2020 nog ruim 50 bomen van 100 jaar en ouder, met name veel zilversparren. Het totaal aantal bomen ligt dan al boven de 800. Met name de zilverspar- en de styrax-soorten vormen de kern van de verzameling. Voor beide geslachten is het arboretum in 2024 door de N.P.C als collectiehouder aangesteld.
Behalve bovenstaande collecties worden ook vooral geurende planten aangeplant. Een oude beuk die geplant is als boomboeket is geheel vrijgezet en vormt een opvallende verschijning in het arboretum.

## Extra’s

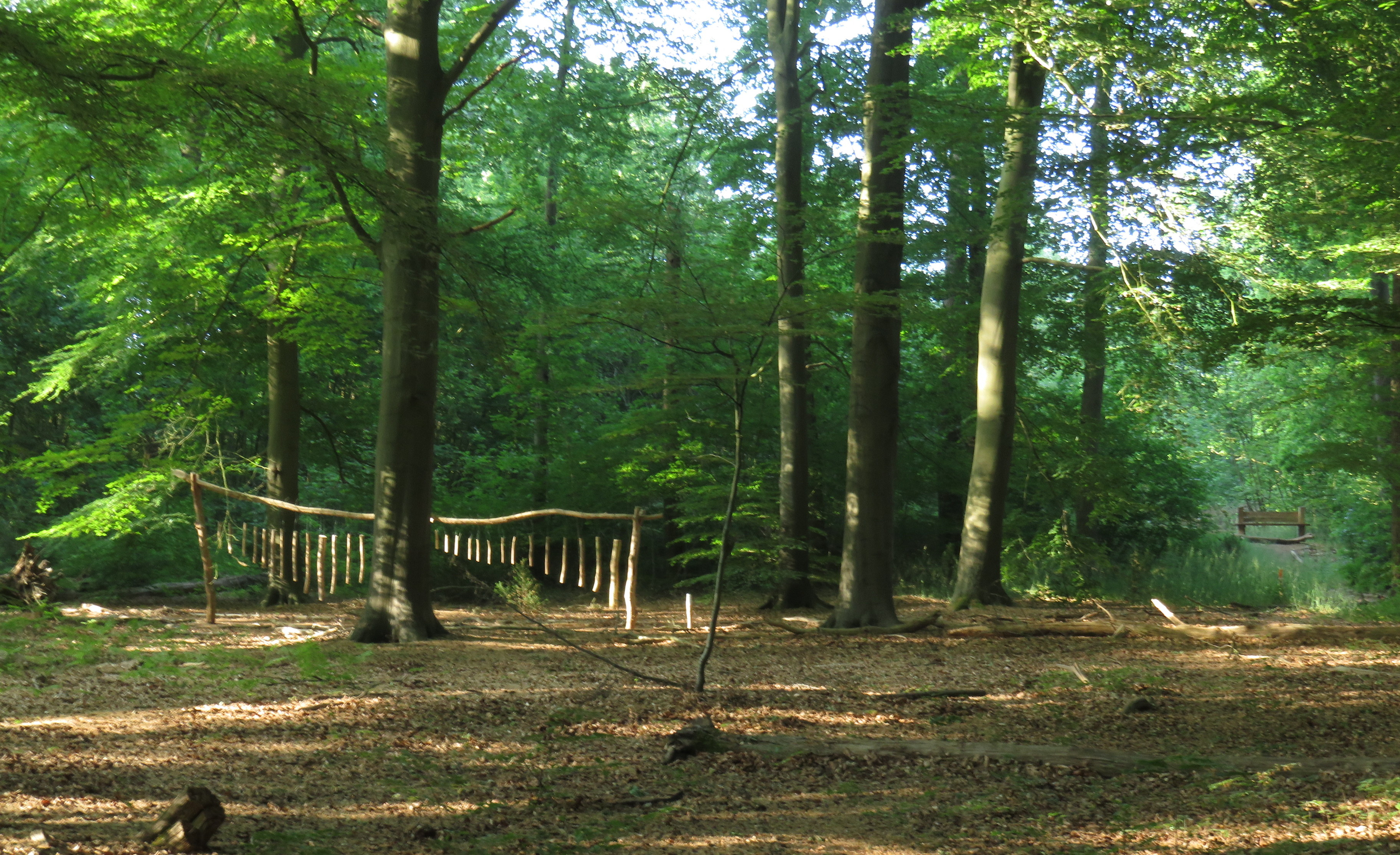
De xylofoon

Behalve voor bomen is er in het arboretum ook aandacht voor andere zaken. Zo is er een reuzexylofoon en is er een blotevoetenpad. Om de biodiversiteit te verbeteren is er een bijenhotel gemaakt en worden de grasveldjes eenmaal per jaar gemaaid en wordt het maaisel afgevoerd. Als aandenken aan de vroegere bebouwing is er van de gevonden bakstenen een bank gemetseld. De gevonden zwerfkeien van nog veel vroeger, worden door het gehele arboretum gebruikt als markering, steenhoop of afscheiding.

## Onderhoud
Het onderhoud is gericht op het behouden en verzorgen van de bomen in de collectie, toegankelijkheid voor publiek, plaatsen van naam- en informatiebordjes bij de bomen, maar vooral ook op behoud van de biodiversiteit. In de decennia voorafgaand is er veel dood hout in het arboretum blijven staan of liggen, wat voor veel variatie heeft gezorgd. Veel vogels en dieren hebben daarvan geprofiteerd en voor een verblijf op Oostereng gekozen. Anno 2020 is het behoud van de biodiversiteit nog steeds een belangrijk issue in het onderhoud van het arboretum. Omgevallen bomen blijven liggen als ze niet in de weg liggen en als ze geen gevaar vormen. Nieuwe bomen worden eromheen geplant. Het wordt ook wel een bosarboretum genoemd. De vrijwilligers, die het geheel onderhouden, verzorgen ook 4 keer per jaar rondleidingen en op aanvraag excursies.